# Distrito de Cayna
El Distrito peruano de Cayna es uno de los 8 distritos de la Provincia de Ambo, ubicada en el Departamento de Huánuco, bajo la administración del Gobierno Regional de Huánuco.  Limita por el norte con la provincia de Huánuco; por el sur con el distrito de San Francisco y el Departamento de Pasco; por el este con el distrito de Huacar y; por el oeste con el Distrito de Colpas.
Desde el punto de vista jerárquico de la Iglesia católica forma parte de la Diócesis de Huánuco, sufragánea de la Arquidiócesis de Huancayo.

## Historia
La fecha de creación por Ley de este distrito fue el 2 de enero de 1857, en el gobierno del Presidente Ramón Castilla.
La escuela del distrito se llama Manuel Gonzáles Prada.

## Geografía
El distrito de Cayna está situado dentro de la provincia de Ambo, departamento de Huánuco.
La población total en este distrito es de 3.704 personas y tiene un área de 166,05 km².
El distrito de Cayna se ha convertido en un potencial minero en el centro del Perú, este centro minero es conocido como la Mina de Rondoní.
La compañía VOLCAN está estudiando la mina de Rondoní, de donde serán extraídos el cobre, oro y azufre.
Tiene la cuenca de Parco, donde el agua brota desde las entrañas del cerro. Tiene hermosas lagunas como las de Chiquiacocha, Viracocha, etc. donde existen variedades de peces y aves.
En los montes de Cayna existen venados, zorros, vizcacha y otros animales salvajes.
El orgullo de Cayna es la papa, reconocida como la más rica del departamento de Huánuco y del Perú, contando con muchas variedades de este tubérculo.
Además, cuenta con excelente maíz, trigo, cebada, oca, mashua, tomate, el reconocido Tocosh (antibiótico natural), tuna, melocotón.
Aquí se prepara el rico cuy con chincho, el delicioso locro serrano y la mazamorra de calabaza.

## Autoridades

### Municipales
- 2019 - 2022[5]
  - Alcalde: César Augusto Romero Aquino, de Avanza País - Partido de Integración Social.
  - Regidores:

  1. Catalino Salazar Carbajal (Avanza País - Partido de Integración Social)
  2. Hilaria Jovita Salcedo Gómez (Avanza País - Partido de Integración Social)
  3. Victor Fernández Meza (Avanza País - Partido de Integración Social)
  4. Jaime Luis Bravo Calderón (Avanza País - Partido de Integración Social)
  5. Juan Espinoza Ramírez (Movimiento Político Cambiemos por Huánuco)

Alcaldes anteriores
- 2011 - 2014:[6] Juano Condezo Celis, del Partido Democrático Somos Perú (SP).
- 2007-2010:  Elmer Jorge Dávila Daga[7]

### Policiales
- Comisario: ST1. PNP. Amador Enrique DURAND GERONIMO.

## Festividades
En el distrito de Cayna tienen las siguientes festividades: Los Negritos, los Carnavales, la Semana Santa.
La festividad central es la de San Pedro, patrón del Distrito de Cayna, celebración que se lleva a cabo el 29 de junio.

## Galería
- Wikimedia Commons alberga una categoría multimedia sobre Distrito de Cayna.